# Џез фузија
Џез фузија (енгл. jazz fusion), позната и просто као фузија (енгл. fusion), врста је музичке мешавина џеза и рока. Настала је крајем шездесетих година двадесетог века, када су џез музичари почели да примају многе елементе тада све популарније рок музике.
Може се рећи да је развоју фузије претходио модални џез, и није чудно што је пионир модалног џеза Мајлс Дејвис био један од првих музичара који су дефинисали овај правац, албумима као што су In a Silent Way i Bitches Brew, на којима је традиционални акустични састав џез квинтета заменио електричним инструментима, тада карактеристичним за рок музику.

## Значајни представници жанра
Поред Дејвиса, знаменити пионири фузије су били Џон Меклафлин (Махавишну оркестра), Тони Вилијамс (Лајфтајм), Били Кобам, Херби Хенкок, Чик Корија (Ритерн ту форевер), Џо Завинул (Ведер рипорт) и други.
Важнији модерни представници овог жанра су Скот Хендерсон и Гери Вилис (Трајбал тек), Вини Колајута и Мајкл Ландау (Каризма) и други.

## Познатифјужоналбуми
- Мајлс Дејвис — Bitches Brew
- Махавишну оркестра — The Inner Mounting Flame
- Ведер рипорт — Heavy Weather
- Били Кобам — Spectrum
- Херби Хенкок — Headhunters
- Фиона Епл — Fetch the Bolt Cutters
- Френк Запа — Hot Rats